# Argiocnemis solitaria
Argiocnemis solitaria е вид водно конче от семейство Coenagrionidae.

## Разпространение
Видът е разпространен в Мавриций.